# Peleteria propinqua
Peleteria propinqua là một loài ruồi trong họ Tachinidae.